# فكتور ميكلوس
فكتور ميكلوس (20 ديسمبر 1993 بسلوفاكيا - ) هو لاعب كرة قدم سلوفاكي في مركز الوسط. شارك مع منتخب سلوفاكيا تحت 17 سنة لكرة القدم ومنتخب سلوفاكيا تحت 19 سنة لكرة القدم. أما مع النوادي، فقد لعب مع نادي روجومبيروك ونادي سلوفان براتيسلافا وGyőri ETO FC II ‏ ونادي داك 1904 دونيسكا ستريدا.

## وصلات خارجية
- فكتور ميكلوس على موقع قاعدة بيانات كرة القدم.إي يو (الإنجليزية)
- فكتور ميكلوس على موقع Soccerway.com (الإنجليزية)